# Rhagium pygmaeum
Rhagium pygmaeum är en skalbaggsart som beskrevs av Ludwig Ganglbauer 1881. Rhagium pygmaeum ingår i släktet Rhagium och familjen långhorningar.
Artens utbredningsområde är Iran. Inga underarter finns listade i Catalogue of Life.